# Mother and Child Reunion
"Mother and Child Reunion" is een nummer van de Amerikaanse Singer-songwriter Paul Simon. Het was de eerste single van zijn tweede album, Paul Simon, uit 1972. Het nummer kent invloeden uit de reggaemuziek. Het nummer is opgenomen in de Dynamic Sounds Studios in Kingston, de hoofdstad van Jamaica, met behulp van de begeleidingsband van reggaeartiest Jimmy Cliff. 
Het nummer bereikte de eerste positie in Zuid-Afrika en was ook een top-10 hit in Australië, Canada, Nederland, Noorwegen, Nieuw-Zeeland, het Verenigd Koninkrijk en de Verenigde Staten. Op het live-album Live Rhymin' uit 1974 staat een live-versie van het nummer. De band Boney M. heeft in 1984 een cover opgenomen, welke in een aantal Europese landen een hit werd.

## NPO Radio 2 Top 2000
| Nummer met noteringen in de NPO Radio 2 Top 2000 | '00  | '01  | '02  | '03  | '04  | '05  | '06  | '07 | '08  | '09  | '10  |
| ------------------------------------------------ | ---- | ---- | ---- | ---- | ---- | ---- | ---- | --- | ---- | ---- | ---- |
| Mother and Child Reunion                         | 1391 | 1076 | 1318 | 1574 | 1820 | 1741 | 1884 | -   | 1903 | 1845 | 1825 |

1. ↑  Een '-' betekent dat het nummer niet was genoteerd en een vetgedrukt getal geeft de hoogste notering aan.
2. ↑  2000 was het eerste jaar met een notering voor dit nummer.
3. ↑  Deze tabel is bijgewerkt tot en met de laatste editie (2024).